# 鏑木毅
鏑木 毅（かぶらき つよし、1968年（昭和43年）10月15日 - ）は、日本のトレイルランニング競技者。富士登山競走や日本山岳耐久レースをはじめ、数々の競技大会で優勝。既婚。

## 経歴・人物
桐生市立新里中学校、群馬県立桐生高等学校、早稲田大学教育学部社会科学専修卒業。大学在学中は早稲田大学競走部に在籍したが、怪我のためにあえなく断念した。群馬県庁に就職後、28歳の時に出場した山田昇記念杯登山競争大会で初出場・初優勝をしたことを機に、トレイルランナーへ転向した。
これまでに、山田昇記念杯登山競争大会で7連覇、北丹沢12時間山岳耐久レースで2連覇4度の優勝、富士登山競走で2連覇3度の優勝等の実績を持つ。また、2005年には国内3大レース（日本山岳耐久レース、富士登山競走、北丹沢12時間山岳耐久レース）を同一年に全て制覇する「トリプルクラウン」を達成した。
近年では海外大会へも参加している。2009年4月からプロのトレイルランナーに。
趣味は温泉巡り、街巡り。

## 戦歴
| 年度   | 大会名                                                                          | 距離           | 順位 | 備考                                          |
| ------ | ------------------------------------------------------------------------------- | -------------- | ---- | --------------------------------------------- |
| 1997年 | 山田昇記念杯登山競争大会                                                        | 14.8km         | 優勝 | 規定重量（10kg）を背負う                      |
| 1998年 | 山田昇記念杯登山競争大会                                                        | 14.8km         | 優勝 |                                               |
| 1999年 | 山田昇記念杯登山競争大会                                                        | 14.8km         | 優勝 |                                               |
| 1999年 | くまもと未来国体山岳競技（縦走）                                                |                | 優勝 |                                               |
| 2000年 | 大阪府チャレンジ登山大会・山岳マラソンの部                                      | 36km           | 優勝 |                                               |
| 2000年 | 北丹沢12時間山岳耐久レース                                                      |                | 優勝 |                                               |
| 2000年 | 富士登山競走（5合目）                                                           |                | 優勝 |                                               |
| 2000年 | 山田昇記念杯登山競争大会                                                        | 14.8km         | 優勝 |                                               |
| 2000年 | 2000年とやま国体山岳競技（縦走）                                                |                | 優勝 | （踏査）3位                                   |
| 2001年 | 大阪府チャレンジ登山大会・山岳マラソンの部                                      | 36km           | 優勝 |                                               |
| 2001年 | 鳥海山ブルーライン登山マラソン                                                  |                | 優勝 |                                               |
| 2001年 | 富士登山競走（山頂）                                                            | 21km           | 2位  | 標高差3000m                                   |
| 2001年 | 山田昇記念杯登山競争大会                                                        | 14.8km         | 優勝 |                                               |
| 2001年 | 新世紀・みやぎ国体山岳競技（踏査）                                              |                | 3位  |                                               |
| 2002年 | 東京都山岳連盟コメットカップ                                                    |                | 優勝 |                                               |
| 2002年 | 大阪府チャレンジ登山大会・山岳マラソンの部                                      | 36km           | 優勝 |                                               |
| 2002年 | 青梅丘陵高水山登山マラソン大会                                                  |                | 優勝 |                                               |
| 2002年 | 比婆山国際スカイラン                                                            | 18.5km         | 優勝 |                                               |
| 2002年 | 富士登山競走（山頂）                                                            | 21km           | 優勝 |                                               |
| 2002年 | 北丹沢12時間山岳耐久レース                                                      |                | 優勝 |                                               |
| 2002年 | 山田昇記念杯登山競争大会                                                        | 14.8km         | 優勝 |                                               |
| 2002年 | よさこい高知国体山岳競技（縦走）                                                |                | 2位  |                                               |
| 2003年 | 静岡国体山岳競技縦走競技                                                        |                | 3位  |                                               |
| 2003年 | サイパンマラソン                                                                | 42.195km       | 優勝 | アメリカ合衆国                                |
| 2003年 | 東京都山岳連盟コメットカップ                                                    |                | 優勝 |                                               |
| 2003年 | 大阪府チャレンジ登山マラソン                                                    | 36km           | 優勝 |                                               |
| 2003年 | 比婆山国際スカイラン                                                            | 18.5km         | 2位  |                                               |
| 2003年 | 富士登山競走（山頂の部）                                                        | 21km           | 優勝 |                                               |
| 2003年 | 北丹沢12時間山岳耐久レース                                                      |                | 優勝 |                                               |
| 2003年 | 山田昇記念杯登山競争大会                                                        | 14.8km         | 優勝 | 7連覇を達成                                   |
| 2004年 | 彩の国まごころ国体山岳縦走競技                                                  |                | 優勝 |                                               |
| 2004年 | 東京都山岳連盟コメットカップ                                                    |                | 優勝 |                                               |
| 2004年 | 大阪府チャレンジ登山マラソン                                                    | 36km           | 優勝 |                                               |
| 2004年 | 比婆山国際スカイラン                                                            | 18.5km         | 2位  |                                               |
| 2004年 | 富士登山競走（山頂の部）                                                        | 21km           | 3位  |                                               |
| 2004年 | スカイランナーズワールドシリーズ第7戦 キナバル国際クライマソン                  |                | 16位 | マレーシア                                    |
| 2005年 | 晴れの国おかやま国体山岳競技縦走競技                                            |                | 2位  |                                               |
| 2005年 | 富士登山競走（山頂の部）                                                        | 21km           | 優勝 |                                               |
| 2005年 | 北丹沢12時間山岳耐久レース                                                      |                | 優勝 |                                               |
| 2005年 | 富士登山駅伝                                                                    |                | 2位  | 群馬県山岳連盟チームとして                    |
| 2005年 | スカイランナーズワールドシリーズ 第7戦 キナバル国際クライマソン                 |                | 10位 | マレーシア                                    |
| 2005年 | 日本山岳耐久レース（ハセツネCUP）                                               | 71.5km         | 優勝 | 当時、大会新記録                              |
| 2006年 | のじぎく兵庫国体山岳競技 縦走                                                   |                | 6位  |                                               |
| 2006年 | スカイランナーズワールドシリーズ 第4戦 御嶽スカイレース                         |                | 6位  |                                               |
| 2006年 | 富士登山競走（山頂の部)                                                         | 21km           | 4位  |                                               |
| 2006年 | 富士登山駅伝（群馬県山岳連盟チームとして）                                      |                | 優勝 |                                               |
| 2006年 | スカイランナーズワールドシリーズ 第6戦 アンドラスカイレース                     |                | 10位 | スペイン・ アンドラ                           |
| 2006年 | 三河高原トレイルレース                                                          |                | 優勝 |                                               |
| 2006年 | 日本山岳耐久レース                                                              | 71.5km         | 2位  |                                               |
| 2006年 | 京都東山三十六峰マウンテンマラソン                                              | 30km           | 優勝 |                                               |
| 2007年 | 第1回箱根エンデュアランス                                                       | 50km           | 優勝 |                                               |
| 2007年 | ウルトラトレイル・デュ・モンブラン                                              | 166km          | 12位 | フランス・ イタリア・ スイス                  |
| 2007年 | 第1回赤城トレイルレース                                                         |                | 優勝 |                                               |
| 2007年 | 京都東山三十六峰マウンテンマラソン                                              | 30km           | 優勝 |                                               |
| 2008年 | 青梅高水山トレイルラン                                                          |                | 2位  |                                               |
| 2008年 | 志賀野反トレイルレース                                                          |                | 2位  |                                               |
| 2008年 | OSJおんたけウルトラトレイル                                                     | 100km          | 優勝 |                                               |
| 2008年 | ウルトラトレイル・デュ・モンブラン                                              | 166km          | 4位  | フランス・ イタリア・ スイス                  |
| 2008年 | セルフディスカバリーアドベンチャー・イン王滝 クロスマウンテンマラソン           | 42km           | 優勝 |                                               |
| 2008年 | 日本山岳耐久レース                                                              | 71.5km         | 2位  |                                               |
| 2008年 | THE NORTH FACE エンデュランス・チャレンジ・チャンピオンシップ・サンフランシスコ | 50Miles 80.5km | 3位  | アメリカ合衆国（サンフランシスコ）            |
| 2008年 | 京都東山三十六峰マウンテンマラソン                                              | 30km           | 優勝 |                                               |
| 2009年 | 奥久慈トレイル50k                                                               | 50km           | 2位  |                                               |
| 2009年 | THE NORTH FACE エンデュランス・チャレンジ・チャンピオンシップ・北京             | 100km          | 優勝 | 中国（北京）                                  |
| 2009年 | ウェスタンステイツ・エンデュランスラン                                          | 166km          | 2位  | アメリカ合衆国（サンフランシスコ）            |
| 2009年 | ウルトラトレイル・デュ・モンブラン                                              | 168km          | 3位  | フランス・ イタリア・ スイス 日本人過去最高位 |
| 2010年 | THE NORTH FACE エンデュランス・チャレンジ・チャンピオンシップ・北京             | 100km          | 優勝 | 中国（北京）                                  |
| 2011年 | THE NORTH FACE エンデュランス・チャレンジ・チャンピオンシップ・サンフランシスコ | 80.5km         | 6位  | アメリカ合衆国                                |
| 2011年 | oxfam trailwalker（香港）                                                       | 100km          | 2位  | 香港                                          |
| 2011年 | THE NORTH FACE ウルトラトレイル・デュ・モンブラン                               | 168km          | 7位  | フランス・ イタリア・ スイス                  |
| 2011年 | Swissalpine Davos                                                               | 78km           | 3位  | スイス                                        |
| 2011年 | ウェスタンステイツ・エンデュランスラン                                          | 160km          | 5位  | アメリカ合衆国                                |
| 2011年 | THE NORTH FACE エンデュランス・チャレンジ・チャンピオンシップ・北京             | 100km          | 3位  | 中国                                          |
| 2012年 | OSJおんたけウルトラトレイル                                                     | 100Miles       | 優勝 | 日本                                          |
| 2012年 | THE NORTH FACE ウルトラトレイル・デュ・モンブラン                               | 168km          | 10位 | フランス・ イタリア・ スイス                  |

## 著書・DVD

### 著書
- 「トレイルランニング入門」（共著　岩波書店 2005年4月） ISBN 978-4000241311
- 「トレイルランナー鏑木毅」（ランナーズ 2008年10月） ISBN 978-4947537799
- 「トレイルランニング」（エイ出版社 2009年10月） ISBN 978-4777914739
- 「トレイルランニング――入門からレースまで」（岩波書店 2010年5月22日) ISBN 978-4000241502
- 「全国トレランコースガイド (OUTDOOR PERFECT GUIDE)」（エイ出版社 2012年4月27日）ISBN 978-4777923144
- 「アルプスを越えろ! 激走100マイル―― 世界一過酷なトレイルラン」（新潮社 2013年3月18日）ISBN 978-4103337416
- 「トレイルランニングはじめました。: 基礎から楽しみ方、おすすめコース&レースガイドまで」（誠文堂新光社 2013年7月23日）ISBN 978-4416713440

### DVD
- 「激走モンブラン!　166km 山岳レース」（2010年4月2日発売）
- 「激走モンブラン! 2011」（2011年12月28日発売）
- 「ウルトラトレイル・マウントフジ 〜激走! 富士山一周156キロ〜」（2012年9月21日発売）ASIN B008FKALZG
- 「鏑木毅のトレイルラン入門学」（2012年発売）
- 「ウルトラトレイル・デュ・モンブラン2012」（2012年発売）ASIN B00IC9XUBC

### コラム
- 「今日も走ろう」 （2018年1月10日から日本経済新聞夕刊で毎週水曜連載[1]